# Pia Cramling
 (avril 2017).
Pia Cramling est une joueuse d'échecs suédoise née le 23 avril 1963 à Stockholm. Au 1er août 2014, elle est la 17e joueuse mondiale, avec un classement Elo de 2 500 points. Son record est de 2 550 points, obtenu au classement du 1er octobre 2008. 
Pendant les années 1980, Pia Cramling était l'une des meilleures joueuses au monde, elle fut classée numéro 1 mondiale aux classements de janvier 1984, juillet 1984 et janvier 1985. En 1983, elle reçut l'oscar de la meilleure joueuse de l'année. En 1992, elle fut la troisième femme à obtenir le titre de grand maître international, sans être championne du monde, en remportant trois normes dans les tournois.

## Biographie

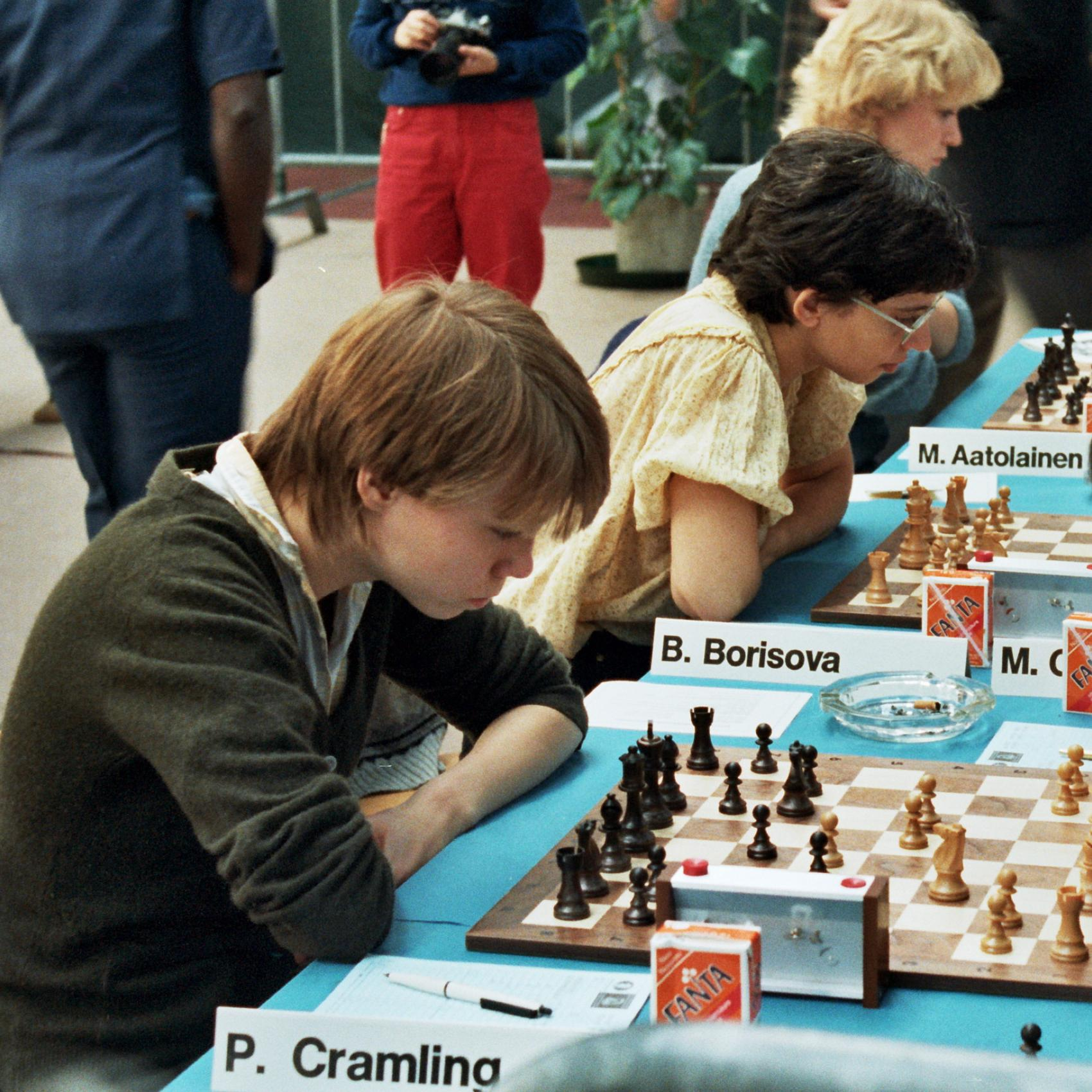
Pia Cramling, Borislava Borisova et Margaretha Aatolainen à l'Olympiade d'échecs de 1982 à Lucerne

Pia Cramling est la sœur du maître international et champion de Suède Dan Cramling. Elle a découvert le jeu d'échecs en l'accompagnant dans son club lorsqu'ils étaient jeunes. Elle a ensuite commencé à jouer à son tour.
Elle est mariée avec le grand-maître international espagnol Juan Manuel Bellón López et a vécu pendant longtemps en Espagne. Ils sont retournés en Suède et ont une fille ensemble, Anna Cramling Bellon,, qui joue aussi aux échecs.

## Carrière aux échecs

### Championne de Suède et d'Europe individuelle
Elle est vice-championne de Suède en 1987 et 2000. Elle remporte le championnat européen féminin en 2003 et en 2010 et le festival de Bienne féminin en 2006. Elle remporte la Coupe européenne des clubs avec l'équipe du Cercle d'Echecs de Monte-Carlo (CEMC) en 2007 , 2008 , 2010 , 2012 , 2013 , 2016 et 2018. Elle remporte 4 médailles d'or en 2007 (2e échiquier) 2012 (4e échiquier) 2013 (4e échiquier) 2018 (2e échiquier). Elle détient avec Almira Skripchenko le record du nombre de Coupe d'Europe des Clubs remportées , sept, toutes avec le club Monégasque CEMC.

### Tournois des candidates (1986, 1993 et 1997)
En 1985, Pia Cramling finit troisième du tournoi interzonal féminin de La Havane. En 1986, elle termine quatrième du tournoi des candidates à Malmö (tournoi remporté par Elena Akhmilovskaïa).
Elle fut absente des cycles des candidates au championnat du monde en 1987, 1990 et 1991.
En 1993, Pia Cramling termina sixième ex æquo du tournoi interzonal de Jakarta et se qualifia pour le tournoi des candidates. En 1994-1995, elle finit troisième du tournoi des candidates derrière Zsuzsa Polgar et Maïa Tchibourdanidzé.
En 1997, Pia Craming était qualifiée directement au tournoi des candidates, disputé en décembre 1997 à Groningue. Elle finit huitième parmi les dix participantes.

### Demi-finaliste des championnats du monde 2008 et 2015
Lors du championnat du monde 2000, elle fut éliminée au deuxième tour par la Russe Ielena Zaïats. Elle fut absente du championnat du monde féminin de 2001.
En 2004, elle est éliminée au troisième tour par la Lituanienne Viktorija Čmilytė.
En 2006, troisième joueuse du tournoi au classement Elo, elle est éliminée au deuxième tour par la Chinoise Peng Zhaoqin.
Au championnat du monde 2008, elle bat les Chinoises Tan Zhongyi et Ruan Lufei, puis la Bulgare Antoaneta Stefanova (championne du monde en 2004) et arrive en demi-finale. Elle perd contre la future championne du monde : Alexandra Kosteniouk (vainqueur de Hou Yifan en finale).
En 2010, elle est éliminée au premier tour par la joueuse turque Betul Cemre Yildiz.
En 2012, elle est éliminée au deuxième tour par l'Américaine Irina Krush.
Lors du championnat du monde de mars 2015, elle arrive en demi-finale après avoir battu Ketevan Arakhamia-Grant au deuxième tour, Valentina Gounina au troisième tour et Anna Mouzytchouk en quarts de finale. En demi-finale, elle est battue par Natalia Pogonina.
| Année | Lieu                    | Résultat       | Ultime adversaire     | Adversaires battues                                                         |
| ----- | ----------------------- | -------------- | --------------------- | --------------------------------------------------------------------------- |
| 2000  | New Delhi               | deuxième tour  | Ielena Zaïats         | Nikoletta Lakos                                                             |
| 2004  | Elista                  | troisième tour | Viktorija Čmilytė     | Anna Hahn Lilit Mkrtchian                                                   |
| 2006  | Iekaterinbourg, Russie  | deuxième tour  | Peng Zhaoqin          | Farid Basta Sohair                                                          |
| 2008  | Naltchik, Russie        | Demi-finaliste | Alexandra Kosteniouk  | Sarai Sanchez Castillo Tan Zhongyi Ruan Lufei Antoaneta Stefanova           |
| 2010  | Antakya, Turquie        | premier tour   | Betül Cemre Yıldız    |                                                                             |
| 2012  | Khanty-Mansiïsk, Russie | deuxième tour  | Irina Krush           | Shayesteh Ghaderpour                                                        |
| 2015  | Sotchi                  | Demi-finaliste | Natalia Pogonina      | Mitra Hejazipour Ketevan Arakhamia-Grant Valentina Gounina Anna Mouzytchouk |
| 2017  | Téhéran                 | troisième tour | Aleksandra Kosteniouk | Katerina Nemcova Elisabeth Pähtz                                            |
| 2021  | Sotchi (coupe du monde) | troisième tour | Alexandra Kosteniouk  | Monika Soćko                                                                |

### Olympiades

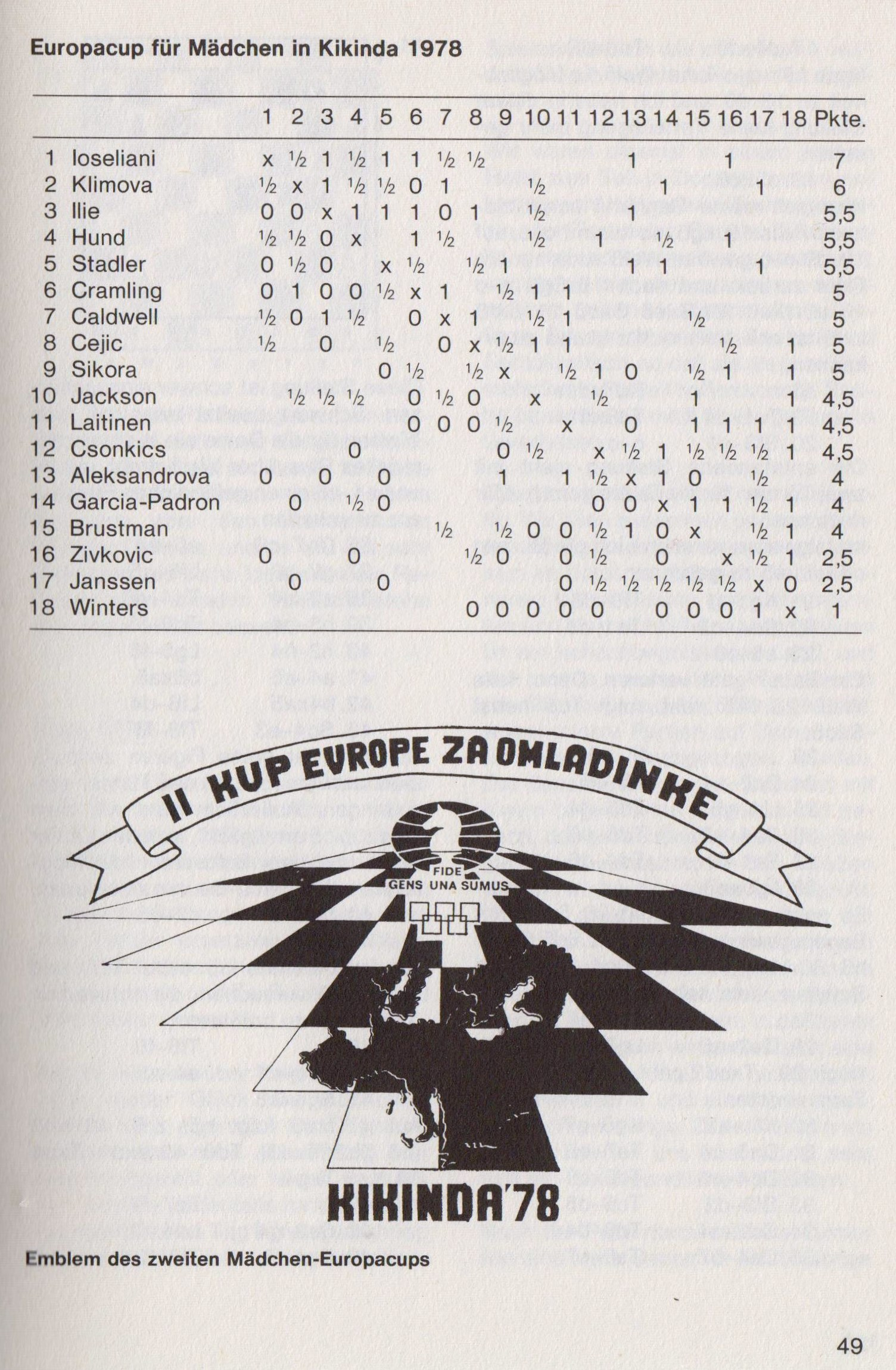

En 1978, à quinze ans, Pia Cramling participa pour la première fois à une olympiade d'échecs.
En 2014, elle participe à l'Olympiade d'échecs de 2014 à Tromsø dans l'équipe représentant la Suède qui termine 28e. Elle y gagne la médaille de bronze du premier échiquier.
En 2022, à 59 ans, elle est médaille d'or individuelle à l'Olympiade d'échecs de 2022.